# Núria Sales
Núria Sales i Folch (Barcelona, 1933 – ibídem, 10 de julio de 2023) fue una historiadora  española, especializada en la Historia Moderna de Cataluña. 

## Biografía
Hija de  Núria Folch i Pi y Joan Sales y. Fue discípula de alguno de los más destacados historiadores del siglo XX, como Jaume Vicens i Vives o Pierre Vilar. Fue profesora en la Universidad Pompeu Fabra. Algunas de sus obras son Història dels mossos d’esquadra (1962), Els botiflers (1981), Senyors bandolers, miquelets i botiflers (1984), Els segles de decadència (segles XVI-XVIII) (1989), La revolució catalana de 1640 (1991) (como directora) y De Tuïr a Catarroja: estudis sobre institucions catalanes i de la corona d’Aragó (segles XV-XVII) (2001).
También publicó un libro de poesía en 1961, Exili a Playamuertos.

## Publicaciones
- 1961, Exili a Playamuertos  poesía
- 1962, Història dels mossos d'esquadra
- 1981, Els botiflers, 1705-1714
- 1984, Senyors bandolers, miquelets i botiflers...
- 1989, Els segles de decadència (segles XVI-XVIII)
- 1991, La revolució catalana de 1640
- 2001, De Tuïr a Catarroja: estudis sobre institucions catalanes i de la corona d'Aragó (segles XV-XVII)